# Fustel de Coulanges

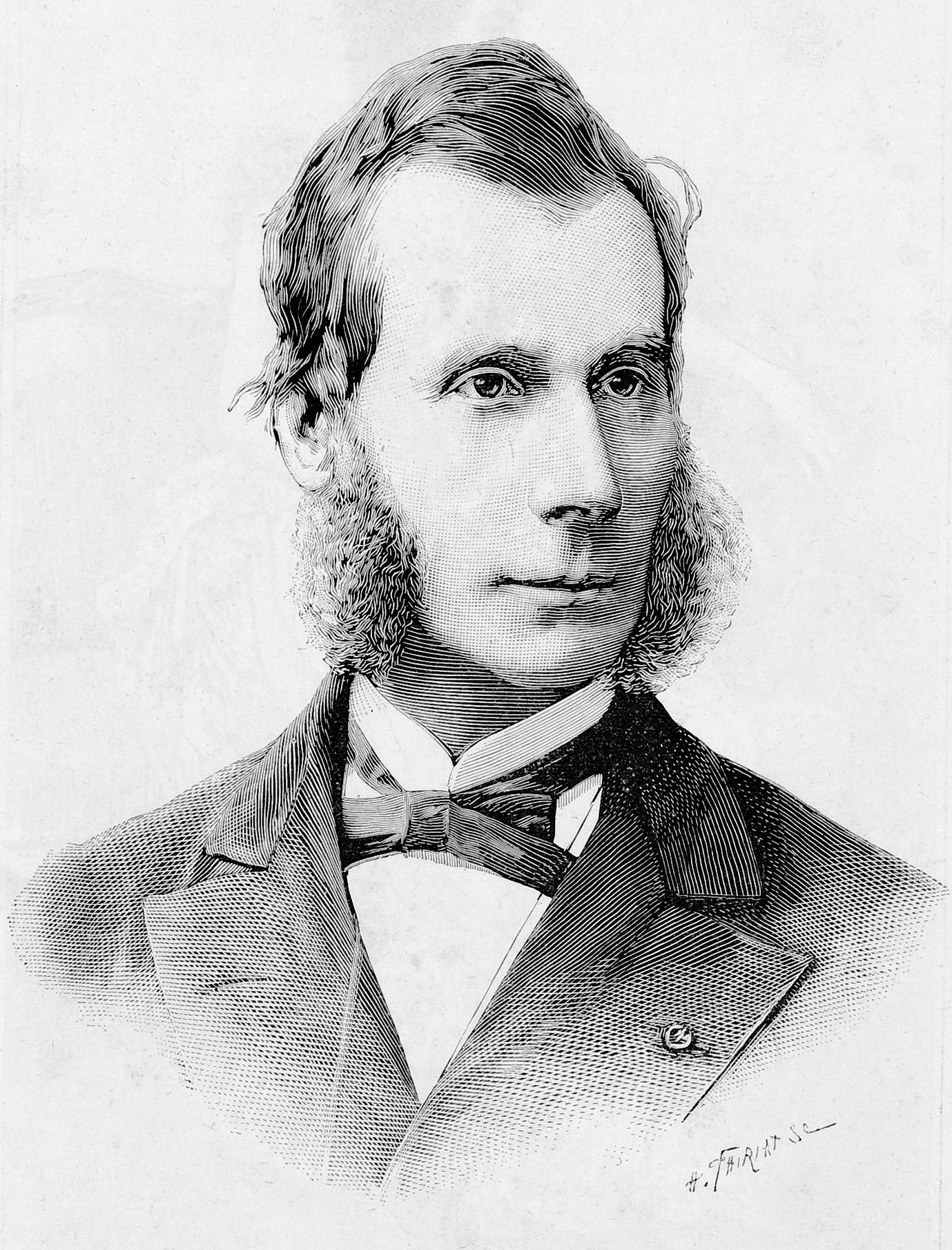
Fustel de Coulanges.

Numa Denis Fustel de Coulanges (París, 18 de marzo de 1830 - Massy, 12 de septiembre de 1889) fue un sociólogo, jurista e historiador francés. Su nombre está ligado al de su principal obra, La ciudad antigua (La cité antique, 1864).

## Biografía
Fustel de Coulanges nació en una familia bretona instalada en París. Su padre era teniente de navío y murió poco después de su nacimiento, por lo que es acogido por su abuelo. Gracias a la amistad de este con el provisor, es admitido en el lycée Charlemagne de París. 
Lee con avidez la obra de François Guizot sobre la Civilisation en France, que tendrá una fuerte influencia sobre su porvenir como historiador. Medianamente dotado como alumno, es admitido en la Escuela Normal Superior de Ulm. «Tenía un nivel mediocre», según su alumno y biógrafo Paul Guiraud. Durante una etapa ideológicamente problemática, frecuenta con asiduidad la biblioteca de la Escuela.
Defiende en 1858 una tesis sobre el historiador griego Polibio y otra sobre las Vestas, en un momento en que las cuestiones tocantes a los orígenes indoeuropeos son muy discutidas. En 1860, es nombrado profesor de Historia en la universidad de Estrasburgo, donde va dando forma a los apuntes que terminarán constiyendo la materia de La cité antique. Obligado a abandonar Estrasburgo por la anexión de Alsacia y Lorena a Alemania en 1870, es nombrado maître de Conférences en 1870 en la Escuela Normal Superior, donde será director en 1883. En 1875, obtiene una cátedra en la Sorbona y es elegido miembro de la Académie des sciences morales et politiques.
Curiosamente, aunque sigue interesándose en algunas cuestiones relativas a la Edad Antigua, en particular las de la propiedad y su transmisión, Fustel de Coulanges va a reorientarse hacia la historia medieval, por un lado, para mostrar lo poco que tenían que ver las instituciones francesas con el derecho germánico (en un momento en que Francia y Alemania están en pleno conflicto) y, por otro, para asentar algunas de sus intuiciones metodológicas. Proyecta una obra que cubriría el periodo que va desde el fin del Imperio romano hasta la Revolución francesa. Publica entonces una primera obra en dos volúmenes, Histoire des institutions politiques de l'ancienne France, seguida en 1885 por las Recherches sur quelques problèmes d'histoire y por las Nouvelles recherches sur quelques problèmes d'histoire (1891), editadas por Camille Jullian tras su muerte.
El resto de su obra, compuesta en gran parte de artículos reunidos en distintos volúmenes, será asimismo publicada póstumamente por sus discípulos, ante todo por Camille Jullian. Su influencia es importante, sobre todo por la interpretación del papel fundamental que las religiones juegan en la estructuración de las sociedades. El sociólogo Émile Durkheim dedicará su tesis universitaria a la memoria de Fustel de Coulanges.

## La Cité antique
La Cité antique: étude sur le culte, le droit, les institutions de la Grèce et de Rome  es enseguida un éxito de ventas, distribuida desde antes de 1870 como premio de excelencia escolar en los lycées de Francia. Fustel arroja luz sobre una cuestión que le interesa en alto grado: las relaciones entre la propiedad y las instituciones político-religiosas. Según él, los antiguos no conocían ni la libertad de la intimidad, ni la libertad de educación, ni la libertad religiosa. El ser humano cuenta bien poco ante la autoridad sagrada y casi divina que llamamos "patria" o "Estado".

## Obras
- La cité antique, Hachette, París, 1864.
  - En español, La ciudad antigua: estudio sobre el culto, el derecho y las instituciones de Grecia y Roma; se han publicado varias ediciones.[1][2]
- Histoire des institutions de la France, París, 1874. Reimpresa en varios volúmenes en Histoire des anciennes institutions françaises, Hachette, París, 1901 - 1914.
- Recherches sur quelques problèmes d'histoire, Hachette, París, 1885.
- La Monarchie Franque, París, Hachette, 1888.
- L'Alleu et le Domaine rural pendant la période mérovingienne, Hachette, París, 1889.
- Questions historiques, Revues et complétées d'après les notes de l'auteur par Camille Jullian, París, Hachette, 1893.
- Nouvelles Recherches sur quelques problèmes d'histoire, Hachette, París, 1891.
- Questions contemporaines, Hachette, París, 1919.
- "La Gaule romaine", Editions de Fallois, París, 1998.